# Mulchén
Molina – miasto w Chile, położone w południowej części regionu Biobío.

## Opis
Miejscowość została założona 30 listopada 1875 roku. W mieście znajduje się węzeł drogowy Q-75, Q-77, Q81 i Q85. Przez miasto przebiega też Droga Panamerykańska R5.

## Demografia
Źródło.